# バライティ・アーダーム
バライティ・アーダーム（Balajti Ádám 、1991年3月7日 - ）は、ハンガリー・エゲル出身のプロサッカー選手。ヴァシャシュSC所属。ポジションは、フォワード。

## タイトル
- FIFA U-20ワールドカップ: 3位 (2009)